# إيزيدور الإشبيلي
إيسيدور الإشبيلي (560 - 636) هو مؤرخ ومبشر إسباني. كان إيسيدور الإشبيلي أسقف إشبيلية، ويُعتبر أعلم أهل زمانه. اشتهر بتنظيمه مجمع إشبيلية سنة 618 م، ومجمع طليطلة سنة 633، الذي وِضعت فيه المبادئ الأساسية للقانون الدستوري في إسبانيا. وقد جمع القرارات التي صدرت عن المجامع السابقة وسائر القوانين الكنيسة الموضوعة قبل عصره وضمّنها موسوعة كبيرة، اشتملت كذلك على زاد كبير من المعلومات المتعلقة بالكثير من الموضوعات العلمية والدينية والتاريخية. وكان كاتباً غزير الإنتاج وواسع الإطلاع.

## حياته

### الطفولة والتعليم
ولد إيزيدور في قرطاجنة بإسبانيا، وهي مستعمرة قرطاجية سابقة، لوالديه سيفريانوس وثيودورا. انتمى سيفريانوس وثيودورا إلى عائلات إسبانية ورومانية بارزة ذات مكانة اجتماعية عالية. كان والديه أعضاء في عائلة مؤثرة لعبت دور فعال في مناورات سياسية ودينية حولت ملوك القوط الغربيين من الآريوسية إلى الكاثوليكية. تحتفل به الكنيسة الكاثوليكية، إضافةً إلى جميع إخوته، باعتبارهم قديسين معروفين:
- شغل أخوه الأكبر، لياندر الإشبيلي، منصب رئيس أساقفة إشبيلية قبله مباشرةً، وخلال فترة توليه منصبه، عارض لياندر الملك ليوفيجيلد.
- شغل أخوه الأصغر، فولجينتيوس القرطاجني، منصب أسقف إستجة في بداية العهد الجديد للملك الكاثوليكي ريكارد.
- كانت شقيقته، فلورنتينا القرطاجنية، راهبة، ويُزعم أنها حكمت أكثر من أربعين ديرًا وألف راهب مكرس للرب. مع ذلك، يبدو أن هذا الادعاء غير راجح، نظرًا لقلة المؤسسات الرهبانية العاملة في إسبانيا خلال حياتها.[3]

تلقى إيزيدور تعليمه الابتدائي في مدرسة الكاتدرائية بإشبيلية. في هذه المؤسسة، وهي الأولى من نوعها في إسبانيا، قامت مجموعة من الرجال المثقفين، بمن فيهم رئيس الأساقفة لياندر الإشبيلي، بتدريس المقدمات والعلوم الأربعة، وهي مناهج من الفنون المتحررة الكلاسيكية. كرس إيزيدور نفسه للدراسة بجد، لدرجة أنه أتقن بسرعة اللاتينية الكلاسيكية، وتعلم بعض اليونانية والعبرية.
قمع قرنان من السيطرة القوطية على أيبيريا تدريجيًا المؤسسات القديمة والتعلم الكلاسيكي وآداب الإمبراطورية الرومانية، وأخذت الثقافة المرتبطة بهذه الأمور بالتدهور على المدى الطويل. مع ذلك، أظهر القوط الغربيون الحاكمون بعض الاحترام للزخارف الخارجية للثقافة الرومانية. في غضون ذلك، ترسخت الآريوسية بين القوط الغربيين، كشكل من أشكال المسيحية التي تلقوها.
قد يختلف العلماء حول اعتناق إيزيدور الحياة الرهبانية لأسباب شخصية أو دينية، لكنه بلا شك احترم الرهبان بشكل كبير.

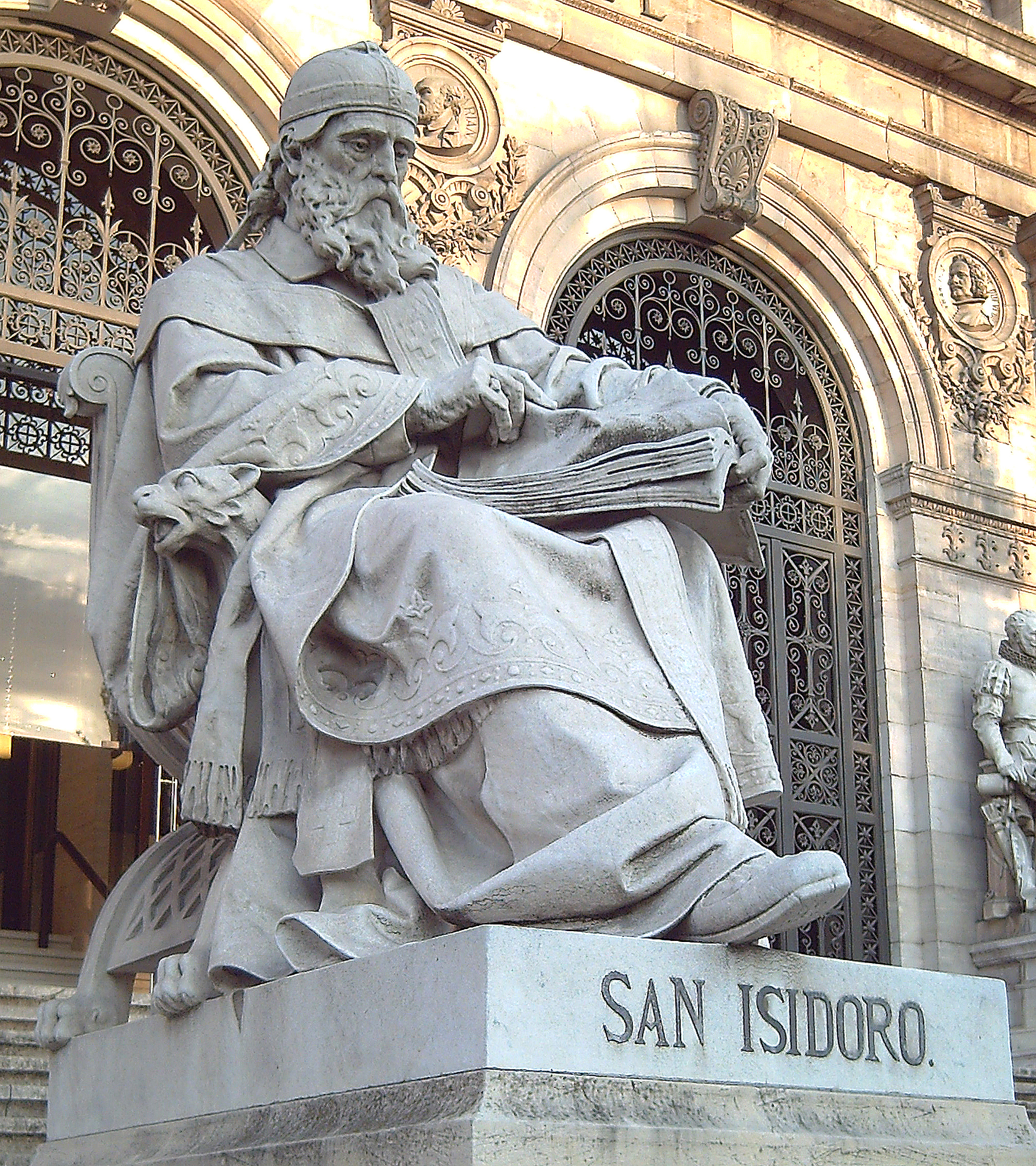
صور تظهر تمثال إيزيدور الإشبيلي، للنحات خوسيه الكوفيررو عام 1892، خارج المكتبة الوطنية الإسبانية في مدريد.

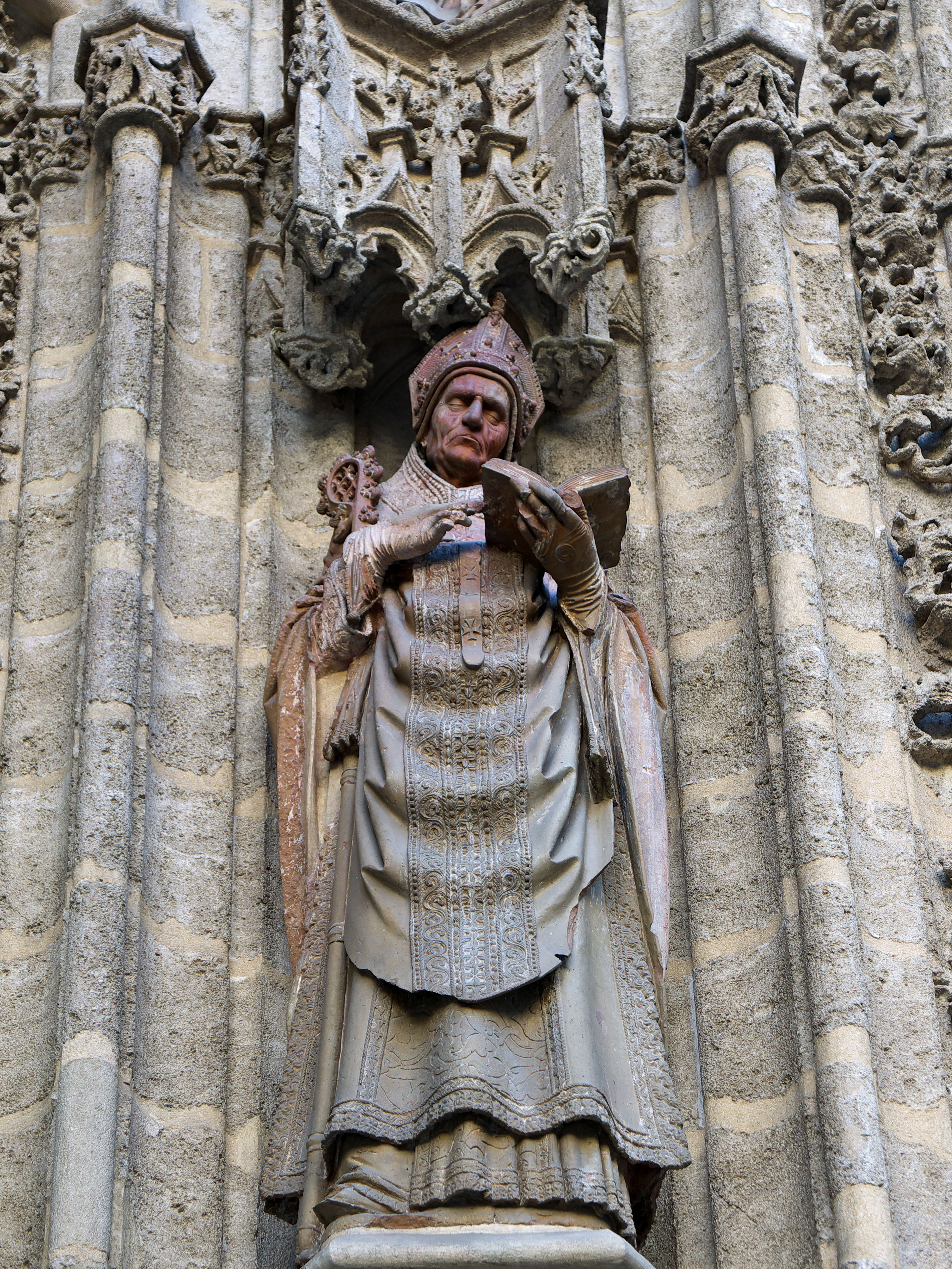
صورة من كاتدرائية إشبيلية تظهر نحت صنعه لورنزو ميركادانتي البروتاني.

### أسقف إشبيلية
بعد وفاة لياندر الإشبيلي في 13 مارس 600 أو 601، أصبح إيزيدور أسقف إشبيلية. عند ترقيته إلى الأسقفية، نصب نفسه على الفور كحامي للرهبان.
إدراكًا منه أن الرفاهية الروحية والمادية، للشعب الذي يحكمه كأسقف، تعتمد على استيعاب ما تبقى من الثقافة الرومانية والبربرية الحاكمة، حاول إيزيدور لحام الشعوب والثقافات الفرعية في مملكة القوط الغربيين ليصبحوا أمة موحدة. لهذا الغرض، استخدم إيزيدور جميع المصادر الدينية المتاحة، وفي النهاية، حقق مراده. محى إيزيدور عمليًا بدعة الآريوسية، وكبت تمامًا بدعة الآسيفالية الجديدة في بدايتها. عزز رئيس الأساقفة إيزيدور الانضباط الديني في جميع أنحاء منطقته.
استخدم رئيس الأساقفة إيزيدور أيضًا موارد التعليم لمواجهة البربرية القوطية ذات التأثير المتزايد خلال فترة توليه المنصب. حركت روحه الحية الحركة التعليمية القائمة في إشبيلية. عرف إيزيدور مواطنيه على أرسطو قبل وقت طويل من دراسة العرب للفلسفة اليونانية بتعمق.
في عام 619، وجه إيزيدور الإشبيلي الحرمان الكنسي ضد أي كنسي ينتهك بأي شكل من الأشكال حرمة الأديرة.

### سينودس إشبيلية الثاني (نوفمبر 619)
ترأس إيزيدور المجلس الثاني لإشبيلية، الذي بدأ في 13 نوفمبر 619 في عهد الملك سيزبوت، وهو مجلس إقليمي حضره ثمانية أساقفة آخرين، جميعهم من مقاطعة بايتيكا الكنسية في جنوب إسبانيا. حدد المجلس بشكل كامل طبيعة المسيح، معارضًا تصورات غريغوري، وهو السوري الذي قدم الآسيفالية المبتدعة.

### سينودس إشبيلية الثالث (624)
استنادًا إلى عدد قليل من الشرائع الباقية الموجودة في المراسيم الإيزيدورية الزائفة، يبدو أن إيزيدور قد ترأس مجلس إقليمي آخر في العام 624 تقريبًا.
تعامل المجلس مع النزاع القائم حول أسقفية إستجة، وجرد بشكل غير قانوني الأسقف مارتيانوس من منصبه، وهو خطأ صححه مجلس طليطلة الرابع. إضافةً لذلك، تطرق المجلس إلى مسألة اليهود الذين أجبروا على التحول إلى المسيحية.
لم يحتفظ بسجلات هذا المجلس، على عكس مجلسي إشبيلية الأول والثاني، في هيسبانا، وهي مجموعة شرائع ومراسيم يحتمل أن يكون إيزيدور نفسه قد كتبها.

### المجلس الوطني الرابع في طليطلة
بدأ المجلس الوطني الرابع في طليطلة في 5 ديسمبر 633، وإليه حضر جميع أساقفة هيسبانيا. ترأس رئيس الأساقفة المسن إيزيدور مداولات المجلس، وأصدر معظم تشريعاته.
أصدر مجلس طليطلة الرابع، بتأثير إيزيدور، مرسومًا يأمر جميع الأساقفة بإنشاء مدارس دينية في مدن الكاتدرائية الخاصة بهم، على غرار مدرسة كاتدرائية إشبيلية التي تعلم فيها إيزيدور منذ عقود. نص المرسوم على تدريس اليونانية والعبرية والفنون المتحررة، وشجع الاهتمام بالقانون والطب. جعلت سلطة المجلس سياسة التعليم هذه إلزامية لجميع أساقفة مملكة القوط الغربيين. منح المجلس مكانة واحترام هائل لملك القوط الغربيين. التزمت الكنيسة المستقلة بالولاء للملك المعترف به، ولم تعلن عن الولاء لأسقف روما.

### الوفاة
في 4 أبريل 636، توفي إيزيدور الإشبيلي بعد عمله لأكثر من 32 عام كرئيس أساقفة إشبيلية.

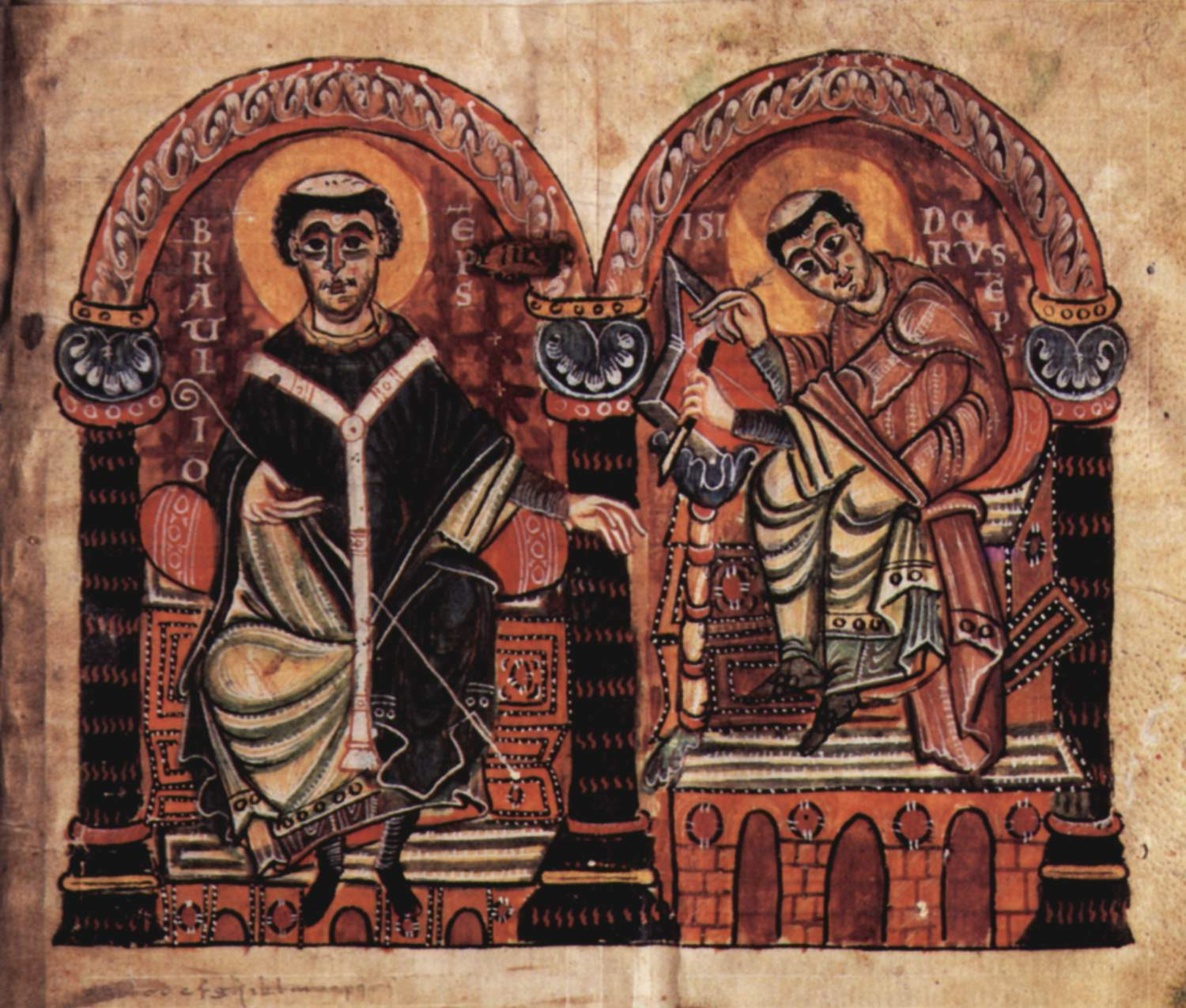
إيزيدور (يمين) وبراوليو (يسار) في مخطوطة أوتونية مزخرفة تعود للنصف الثاني من القرن العاشر.

## التبجيل
كان إيزيدور من آخر الفلاسفة المسيحيين القدماء ومعاصرًا لمكسيموس المعترف. أطلق عليه بعض العلماء لقب الرجل الأكثر علمًا في عصره، فقد حمل إيزيدور تأثير بعيد المدى وغير محدود على الحياة التعليمية في العصور الوسطى. اعتبره صديقه المعاصر، براوليو السرقسطي، رجلًا أقامه الله لإنقاذ الشعوب الأيبيرية من موجة المد والجزر الهمجية التي هددت بغمر حضارة هسبانيا القديمة.
وصف مجلس طليطلة الثامن في عام 653 إعجابه بشخصية إيزيدور بهذه العبارات البراقة: «الطبيب الاستثنائي، المفخرة الأخيرة للكنيسة الكاثوليكية، الرجل الأكثر علمًا في العصور الأخيرة، الشخص الذي دائمًا ما يرتبط اسمه بالتقدير، إيزيدور». أيد مجلس طليطلة الخامس عشر، الذي عقد عام 688، هذا الوصف والمديح، ولاحقًا في عام 1598، أكد عليه البابا كليمنت الثامن أيضًا. أعلن البابا إينوسنت الثالث عشر إيزيدور طبيبًا للكنيسة في عام 1722.
دفن إيزيدور في إشبيلية، ومثلت مقبرته مكان تبجيل مهم للمستعربين، خلال القرون التي تلت الفتح العربي لمملكة القوط الغربيين في هسبانيا. في منتصف القرن الحادي عشر، أثناء تقسيم الأندلس إلى طوائف واشتداد قوة القبضة المسيحية على شبه الجزيرة الأيبيرية، وجد فرناندو الأول ملك ليون وقشتالة نفسه في وضع يسمح له بانتزاع الحكم من الدول العربية المتصدعة. وافق المعتضد بن عباد، الحاكم العبادي الثاني لإشبيلية (1042- 1069)، على تسليم رفات القديس إيزيدور، بالإضافة إلى المال، إلى فرناندو الأول. وصف شاعر كاثوليكي المعتضد وهو يضع غطاء مزركش فوق تابوت إيزيدور، وعلق قائلًا: «ستغادر الآن هذا المكان، أيها المبجل إيزيدور. أنت تعرف جيدًا كم عنت شهرتك لي!». أعاد فرناندو دفن رفات إيزيدور في بازيليكا القديس إيزيدور التي شيدت مؤخرًا في ليون. في الوقت الحالي، العديد من عظامه مدفونة في كاتدرائية مرسية في إسبانيا.

## روابط خارجية
- إيزيدور الإشبيلي على موقع الموسوعة البريطانية (الإنجليزية)
- إيزيدور الإشبيلي على موقع ميوزك برينز (الإنجليزية)
- إيزيدور الإشبيلي على موقع إن إن دي بي (الإنجليزية)